# Lê Ý Tông
Lê Ý Tông (chữ Hán: 黎懿宗 29 tháng 3 năm 1719 – 10 tháng 8 năm 1759), tên húy là Lê Duy Thận (黎維祳) (hay Lê Duy Chấn) là vị Hoàng đế thứ 14 của nhà Lê Trung hưng và thứ 25 của nhà Hậu Lê, đồng thời vua Lê Ý Tông cũng là Thái thượng hoàng cuối cùng trong lịch sử Việt Nam.

## Thân Thế
Ông là cháu ngoại bà Vũ Thái phi họ Trịnh nên từ bé được nuôi nấng trong cung phủ thân cận yêu thương có phần dễ kiềm chế nên Trịnh Giang đã bỏ qua Duy Diêu con trưởng Thuần Tông Giản Hoàng đế mà lập ông làm vua từ tháng 4 năm 1735, sau khi vua Lê Thuần Tông mất, đến tháng 5 năm 1740 (âm lịch).

## Trị vì
Tháng 5 năm 1740, Trịnh Doanh ép ông nhường ngôi cho Lê Duy Diêu, con trưởng của Thuần Tông để làm Thái thượng hoàng. Trong tờ chiếu nhường ngôi của ông có đoạn viết rằng nghĩ trong phương xa có kẻ càn rỡ, muốn cõi bờ yên vui nên tôn con trưởng để trọng tông thống mà thu phục lòng người. Sau khi lên làm Thái thượng hoàng, số xã dân cung phụng được lấy bằng 1/3 số chính phần của vua Lê thời kì này.
Ông là con thứ mười một của Dụ Tông, em của Thuần Tông và Đế Duy Phường. Ông làm vua được 6 năm, làm Thái thượng hoàng được 19 năm ở điện Càn Thọ. Đời Ý Tông chỉ đặt một niên hiệu là Vĩnh Hựu.

## Qua đời
Ông mất tháng 8 năm 1759, thọ 41 tuổi. Táng tại lăng Phù Lê ở núi Trinh Sơn thôn. Nguyên Sơn xã Thiệu Nguyên huyện Thiệu Hóa, tỉnh Thanh Hóa.

## Gia quyến
- Thân phụ: Lê Dụ Tông
- Thân mẫu: Cung phi Nguyễn Thị, sau truy tôn Hiến Từ Hoàng thái hậu.

### Hậu phi
| STT | Danh hiệu              | Tên               | Sinh mất | Cha | Ghi chú |
| --- | ---------------------- | ----------------- | -------- | --- | ------- |
| 1   | Tuyên Vũ Huy Hoàng hậu | Trịnh Thị Ngọc Du |          |     |         |
| 2   | Đức Quý phi            | Vũ Thị            |          |     |         |

### Hậu duệ
Lê Ý Tông vô tự không có con.